# UFC 313 : Pereira contre Ankalaev
UFC 313 : Pereira contre Ankalaev est un événement d'arts martiaux mixtes produit par l'Ultimate Fighting Championship qui a eu lieu le 8 mars 2025, à la T-Mobile Arena de Paradise, Nevada, une partie de la vallée de Las Vegas, aux États-Unis.

## Arrière-plan
La tête d'affiche de l'événement a été un combat pour le titre de champion des poids lourds légers de l'UFC entre le champion actuel (également ancien champion des poids moyens de l'UFC et ancien champion des poids moyens et des poids lourds légers de Glory ) Alex Pereira et l'ancien challenger au titre Magomed Ankalaev.
Un combat de poids légers de cinq rounds entre l'ancien champion intérimaire des poids légers de l'UFC (également ancien champion des poids légers des WSOF ) Justin Gaethje et Dan Hooker devait servir de co-tête d'affiche. Cependant, Hooker a dû se retirer en raison d'une blessure à la main. Il a été remplacé par Rafael Fiziev dans ce qui sera désormais un combat en trois rounds. Ils s'étaient déjà rencontrés à l'UFC 286 en mars 2023 lorsque Gaethje avait gagné par décision majoritaire.
Un combat de poids lourds entre Jhonata Diniz et Vitor Petrino était prévu lors de l'événement. Cependant, Petrino a été contraint de se retirer du combat en raison d'une épicondylite latérale aux deux coudes. Le combat a donc été retiré de la carte.
Un combat de poids lourds entre l'ancien challenger intérimaire du championnat des poids lourds de l'UFC Curtis Blaydes et le nouveau venu promotionnel Rizvan Kuniev était prévu pour l'UFC Fight Night : Cejudo vs. Song. Cependant, le combat a été déplacé à cet événement pour des raisons inconnues. À son tour, le combat a été annulé quelques heures avant le début de l'événement car Blaydes souffrait d'une maladie non divulguée.
Un combat de poids coq entre Chris Gutiérrez et le prospect invaincu Jean Matsumoto était prévu pour cet événement. Cependant, Matsumoto a été retiré de cet événement afin de servir de combattant remplaçant contre Rob Font à l'UFC Fight Night : Cejudo vs. Song deux semaines auparavant. Il a été remplacé par John Castañeda dans un combat de poids plume. À son tour, le jumelage a été annulé quelques heures avant d'avoir lieu car Castañeda souffrait d'une maladie non divulguée.
Bruno Gustavo da Silva et Joshua Van devaient se rencontrer dans un combat de poids mouche sur la carte préliminaire. Cependant, le 17 février, Silva s'est retiré pour des raisons non divulguées et a été remplacé par le vainqueur de la saison 2 de l'UFC sur la route de l'UFC, Rei Tsuruya, dans la catégorie des poids mouches. Ce sera le premier combat de l'UFC à présenter deux adversaires nés dans les années 2000.
Lors de la diffusion de l'événement, l'ancien champion des poids welters de l'UFC, Robbie Lawler, a été annoncé comme le prochain « ailier moderne » intronisé au Temple de la renommée de l'UFC lors des festivités de l'International Fight Week à Las Vegas en juin. Lawler était déjà dans le Hall of Fame dans la Fight Wing pour sa défense du titre contre Rory MacDonald à l'UFC 189.

## Carte de combat
| Carte principale                                                | Carte principale   | Carte principale | Carte principale           | Carte principale                         | Carte principale | Carte principale | Carte principale                                                                                    |
| Catégorie                                                       |                    |                  |                            | Méthode                                  | Round            | Chrono.          | Notes                                                                                               |
| --------------------------------------------------------------- | ------------------ | ---------------- | -------------------------- | ---------------------------------------- | ---------------- | ---------------- | --------------------------------------------------------------------------------------------------- |
| Poids Lourds-légers                                             | Magomed Ankalaev   | déf.             | Alex Pereira (c)           | Décision (unanime) (49-46, 48-47, 48-47  | 5                | 5:00             | Ankalaev gagne la ceinture                                                                          |
| Poids Légers                                                    | Justin Gaethje     | déf.             | Rafael Fiziev              | Décision (unanime) (29-28, 29-28, 29-28) | 3                | 5:00             | |
| Poids Légers                                                    | Ignacio Bahamondes | déf.             | Jalin Turner               | Soumission (étranglement en triangle)    | 1                | 2:29             | Jalin Turner met un terme à sa carrière à la fin du combat.                                         |
| Poids Pailles Femmes                                            | Amanda Lemos       | déf.             | Iasmin Lucindo             | Décision (unanime) (29-28, 29-28. 29-28) | 3                | 5:00             | |
| Poids Légers                                                    | Maurício Ruffy     | déf.             | King Green                 | KO (coup de pied en rotation)            | 1                | 2:07             | |
| Carte préliminaire (Disney+ / ESPN+ / ESPNews)                  |                    |                  |                            |                                          |                  |                  | |
| Poids Mouches                                                   | Joshua Van         | déf.             | Rei Tsuruya                | Décision (unanime) (30–27, 30–27, 30–27) | 3                | 5:00             | |
| Poids Moyens                                                    | Brunno Ferreira    | déf.             | Armen Petrosyan            | Soumission (clé de bras)                 | 2                | 4:25             | b                                                                                                   |
| Poids Welter                                                    | Carlos Leal        | déf.             | Alex Morono                | TKO (coups)                              | 1                | 4:16             | |
| Poids Plumes                                                    | Mairon Santos      | déf.             | Francis Marshall           | Décision (divisée) (27–30, 29–28, 29–28) | 3                | 5:00             | Les scores indiquent une domination de Marshall, les juges décident de donner la victoire à Santos. |
| Carte préliminaire anticipée (Disney+ / ESPN+ / UFC Fight Pass) |                    |                  |                            |                                          |                  |                  | |
| Poids Moyens                                                    | Ozzy Diaz          | déf.             | Djorden Ribeiro dos Santos | Décision (unanime) (29–28, 29–28, 29–28) | 3                | 5:00             | |

a. Pour le Championnat UFC Poids Lourds-légers.
b. Petrosyan s'est vu retirer 1 point au premier round pour des coups répétés à l'aine.

## Récompenses bonus
Les combattants suivant ont reçu chacun un bonus de 50 000$:
- Combat de la soirée : Jusitin Gathje contre Rafael Viziev
- Performance de la soirée : Igniacio Bahamondes et Mauricio Ruffy